# Abdoulaye Sabre Fadoul
 Abdoulaye Sabre Fadoul, né à Biltine, dans la région de Wadi-Fira, est un homme politique tchadien. Il est ministre d'État, ministre des Affaires étrangères, de l’Intégration africaine et des Tchadiens de l’étranger du deuxième gouvernement d'Allamaye Halina depuis février 2025.

## Biographie
Abdoulaye Sabre Fadoul, natif de la ville Biltine, dans la région de Wadi-Fira est un juriste de formation. Diplômé de l'École spéciale militaire de Saint-Cyr, de l'École de cavalerie de Saumur et titulaire d’un doctorat en droit public de l'université Paris-V René-Descartes,.
Avant son engagement dans les hautes sphères de l’État, il enseigne le droit à l’université Paris-V de 2003 à 2009.
Au cours de son parcours, il occupe plusieurs postes ministériels. Sous la présidence d’Idriss Déby Itno, Abdoulaye Sabre Fadoul est, du 17 août 2011 au 21 janvier 2013, ministre de la Justice et Garde des Sceaux sous le gouvernement d'Emmanuel Nadingar.
Du 24 novembre 2013 au 13 février 2016, il est secrétaire général du gouvernement chargé des Relations avec l'Assemblée nationale. Un poste qui lui a permis de mettre en place les 16 mesures du gouvernement d'austérité d'urgence pour faire face à la crise financière et économique qui frappe le pays,,
En décembre 2017, il est nommé ministre des Finances et du Budget, avant d'être remplacé quelque mois plus tard le 7 mai 2018.
En juillet 2020, en pleine pandémie de Covid-19, Abdoulaye Sabre Fadoul est nommé ministre de la Santé et de la Solidarité nationale ; poste qu'il occupe jusqu'au remaniement du 25 février 2022,.
Fin février 2022, Mahamat Idriss Déby, président du Conseil national de la transition, lui confie à nouveau son cabinet civil. Après moins de 40 jours en poste, le 4 avril 2022, Abdoulaye Sabre Fadoul démissionne de son poste de directeur de cabinet de la Présidence de la République. Plusieurs explications sont avancées dont une lutte d'influence entre Sabre Fadoul et le général Idriss Youssouf Boy, secrétaire particulier du président Déby,.
Le 6 février 2025, avec le deuxième gouvernement d'Allamaye Halina, Abdoulaye Sabre Fadoul est nommé ministre des Affaires étrangères, de l’Intégration africaine et des Tchadiens de l'étranger. Il remplace ainsi Abderaman Koulamallah,.